# Stolonica multitestis
Stolonica multitestis är en sjöpungsart som beskrevs av Monniot 200. Stolonica multitestis ingår i släktet Stolonica och familjen Styelidae. Inga underarter finns listade i Catalogue of Life.